# Suffer
Albums de Bad Religion
Into the Unknown
(1983) No Control
(1989)
Suffer est le troisième album de Bad Religion, sorti en 1988 chez Epitaph. Il marque un retour au punk rock après l'album Into the Unknown, axé sur le hard rock et le rock progressif, retour déjà annoncé avec l'EP Back to the Known trois ans auparavant.
Des groupes comme NOFX affirment avoir été influencés par cet album. Suffer semble également avoir influencé la scène skate punk.
Donita Sparks, Suzi Gardner et Jennifer Finch, toutes trois du groupe L7, apparaissent sur l'album ; Sparks et Gardner en tant que guitaristes additionnels sur Best for You, et Finch assurant les chœurs sur Part II (The Numbers Game).

## Liste des morceaux
| No  | Titre                      | Durée |
| --- | -------------------------- | ----- |
| 1.  | You Are (The Government)   | 1:21  |
| 2.  | 1000 More Fools            | 1:34  |
| 3.  | How Much Is Enough?        | 1:22  |
| 4.  | When?                      | 1:38  |
| 5.  | Give You Nothing           | 2:00  |
| 6.  | Land of Competition        | 2:04  |
| 7.  | Forbidden Beat             | 1:56  |
| 8.  | Best for You               | 1:53  |
| 9.  | Suffer                     | 1:47  |
| 10. | Delirium of Disorder       | 1:38  |
| 11. | Part II (The Numbers Game) | 1:39  |
| 12. | What Can You Do?           | 2:44  |
| 13. | Do What You Want           | 1:05  |
| 14. | Part IV (The Index Fossil) | 2:02  |
| 15. | Pessimistic Lines          | 1:07  |

## Composition du groupe pour l'enregistrement
- Greg Graffin : chant
- Brett Gurewitz : guitare
- Greg Hetson : guitare
- Jay Bentley : basse
- Pete Finestone : batterie
- Suzi Gardner : guitare additionnelle